# 24240 Tinagal
24240 Tinagal este un asteroid din centura principală de asteroizi.

## Descriere
24240 Tinagal este un asteroid din centura principală de asteroizi. A fost descoperit pe 7 decembrie 1999 la Socorro, New Mexico, în cadrul proiectului LINEAR. Asteroidul prezintă o orbită caracterizată de o semiaxă mare de 2,53 ua, o excentricitate de 0,13 și o înclinație de 3,7° în raport cu ecliptica.